# HD 37605 b

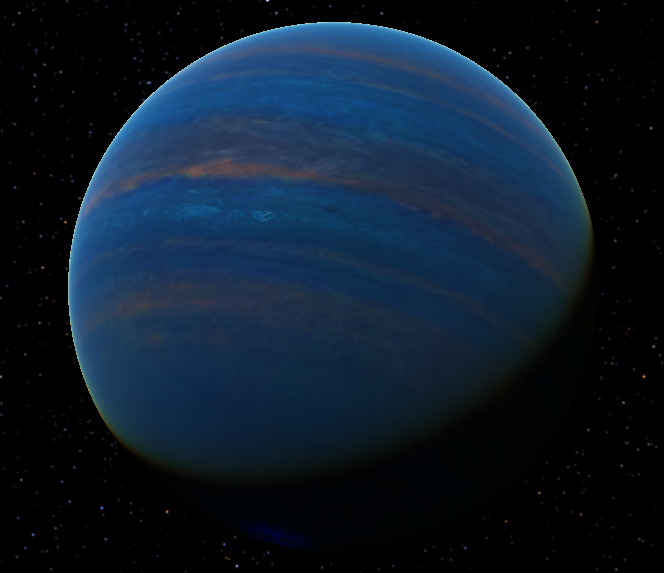
Imagem ilustrativa de HD 37605 b.

HD 37605 b é um planeta extrassolar que orbita a estrela HD 37605.